# Bandiera dell'isola di Ascensione
La bandiera dell'isola di Ascensione (amministrativamente dipendente da Sant'Elena, Ascensione e Tristan da Cunha) è stata adottata l'11 maggio 2013. Tale vessillo è costituito da una Blue Ensign recante nel battente lo stemma di Ascensione.

## Storia
Prima dell'11 maggio 2013, Ascensione per fini ufficiali usava la Union Jack, ossia la bandiera ufficiale del Regno Unito.
Nella riunione del 3 marzo 2009, il Congresso dell'isola di Ascensione ha discusso l'idea di una nuova bandiera e la realizzazione di un vessillo unico in consultazione con il Foreign Office. È stato inoltre suggerito che potesse essere indetto un concorso pubblico per determinare lo stile della nuova bandiera.

### Proposte del 2010
Nella riunione del 30 luglio 2010, al Congresso dell'isola sono stati presentati due progetti per la nuova bandiera di Ascensione.
A seguito di una consultazione pubblica, nel gennaio 2012 è stato presentato un progetto definitivo che, se approvato dal Governatore, sarebbe stato presentato al College of Arms per il consenso definitivo.
Le proposte del 2010 sono entrambe Blue Ensign riportanti nel battente gli stemmi proposti.

### Proposta del 2012
Il Consiglio dell'isola di Ascensione ha approvato un progetto per il nuovo stemma nel gennaio 2012. In seguito all'accordo del Governatore di Sant'Elena, Ascensione e Tristan da Cunha, il disegno è stato presentato al Collegio delle Armi per divenire un'ufficiale Blue Ensign con lo stemma precedentemente concesso. Tale stemma, dopo un ufficiale e reale riconoscimento, è attualmente in uso sull'isola di Ascensione.
Durante il Giubileo di diamante nel giugno 2012, Ascensione ha partecipato con una bandiera ufficiosa.
L'attuale ufficiale drappo è stato issato per la prima volta l'11 maggio 2013. Il progetto per tale ultimo vessillo è stato nel novembre 2012 concordato dal Consiglio dell'isola di Ascensione e approvato dalla regina Elisabetta II nell'aprile 2013.